# La Neuville-Housset
La Neuville-Housset és un municipi francès situat al departament de l'Aisne i a la regió dels Alts de França. L'any 2007 tenia 63 habitants.

## Demografia

### Població
El 2007 la població de fet de La Neuville-Housset era de 63 persones. Hi havia 28 famílies de les quals 12 eren unipersonals (4 homes vivint sols i 8 dones vivint soles), 8 parelles sense fills i 8 parelles amb fills.
La població ha evolucionat segons el següent gràfic:
Habitants censats

### Habitatges
El 2007 hi havia 37 habitatges, 27 eren l'habitatge principal de la família i 10 eren segones residències. Tots els 36 habitatges eren cases. Dels 27 habitatges principals, 21 estaven ocupats pels seus propietaris i 6 estaven llogats i ocupats pels llogaters; 4 tenien tres cambres, 9 en tenien quatre i 14 en tenien cinc o més. 22 habitatges disposaven pel capbaix d'una plaça de pàrquing. A 14 habitatges hi havia un automòbil i a 12 n'hi havia dos o més.

### Piràmide de població
La piràmide de població per edats i sexe el 2009 era:
| Homes | Edats   | Dones |
| ----- | ------- | ----- |
| 0     | 95 o +  | 0     |
| 0     | 90 a 94 | 0     |
| 0     | 85 a 89 | 0     |
| 0     | 80 a 84 | 0     |
| 4     | 75 a 79 | 0     |
| 0     | 70 a 74 | 4     |
| 4     | 65 a 69 | 0     |
| 0     | 60 a 64 | 4     |
| 0     | 55 a 59 | 0     |
| 0     | 50 a 54 | 0     |
| 4     | 45 a 49 | 0     |
| 0     | 40 a 44 | 0     |
| 4     | 35 a 39 | 0     |
| 4     | 30 a 34 | 0     |
| 0     | 25 a 29 | 8     |
| 0     | 20 a 24 | 0     |
| 0     | 15 a 19 | 0     |
| 4     | 10 a 14 | 0     |
| 4     | 5 a 9   | 4     |
| 4     | 0 a 4   | 0     |

## Economia
El 2007 la població en edat de treballar era de 34 persones, 26 eren actives i 8 eren inactives. De les 26 persones actives 20 estaven ocupades (14 homes i 6 dones) i 6 estaven aturades (4 homes i 2 dones). De les 8 persones inactives 2 estaven jubilades, 1 estava estudiant i 5 estaven classificades com a «altres inactius».
Activitats econòmiques
L'únic establiment que hi havia el 2007 era d'una empresa extractiva.

## Poblacions més properes
El següent diagrama mostra les poblacions més properes.